# Alexander von Schwedler
Alex Christian von Schwedler Vásquez (kurz Alex von Schwedler; * 17. Februar 1980 in Santiago de Chile) ist ein ehemaliger chilenischer Fußballspieler deutscher Abstammung und Staatsbürgerschaft.

## Karriere

### Verein
Von Schwedler begann seine Karriere in der Jugend von CF Universidad de Chile. Nachdem er 1999 als Innenverteidiger in die erste Mannschaft berufen worden war, blieb er bis 2002 bei seinem Jugendverein. Durch seine Doppelstaatsbürgerschaft nahm er sich das Recht als EU-Bürger, nach Italien zum AS Bari zu wechseln. 
Nach einem Jahr bei Bari wechselte er in die österreichische Bundesliga zu einem kurzen Abstecher nach Pasching zum FC Superfund. Nach dem Jahr in Österreich kehrte er nach Bari zurück, um ein Jahr später wieder nach Österreich zu Red Bull Salzburg zu wechseln. Dort beeindruckte er nicht.
In der Saison 2006/2007 war von Schwedler bei Marítimo Funchal in Portugal tätig. Bis Juni 2009 stand von Schwedler bei Belenenses Lissabon unter Vertrag bis sein Vertrag auslief. Zuvor war er in Zypern bei Alki Larnaka tätig. 
Von Schwedler stand ab Mitte Oktober 2009 im Kader von Chiles Rekordmeister CSD Colo-Colo, für die er jedoch kein offizielles Spiel bestritt. Mit dem Team gewann er die Clausura 2009. Nachdem sein Vertrag im Januar 2010 ausgelaufen war, fand er keinen neuen Verein. Erst ein halbes Jahr später nahm ihn der damalige chilenische Erstligist Everton unter Vertrag, mit dem er am Ende des Jahres in die Primera B abstieg, wo er mit der Trikotnummer 3 auflief. Nach der Apertura 2014 beendete der Deutsch-Chilene seine aktive Karriere.

### Nationalmannschaft
Von Schwedler absolvierte vier Freundschaftsspiele für Chile, die er allesamt verlor. Sein Debüt gab der Deutsch-Chilene am 29. Januar 2000 gegen die USA, sein letztes Spiel im Nationalmannschaftstrikot am 24. März 2007 gegen Brasilien.

## Erfolge
Universidad de Chile
- Copa Chile: 2000
- Chilenischer Meister: 1999, 2000

 CSD Colo-Colo
- Chilenischer Meister: 2009-C